# Alboglossiphonia disjuncta
Alboglossiphonia disjuncta (лат.) — вид плоских пиявок (Glossiphoniidae).

## Название
Родовое название Alboglossiphonia образовано от названия близкого рода Glossiphonia (ранее их объединяли) и лат. albus «белый» (для представителей этого рода характерна светлая окраска тела).
Видовой эпитет disjuncta переводится с латыни как «раздельная».

## Описание
Общая длина голотипа Alboglossiphonia disjuncta составляет 6,6 мм, максимальная ширина 3,7 мм. Тело листообразное, широкояйцевидное, уплощённое в спинно-брюшном направлении. Головной конец обособлен от тела неглубокой перетяжкой (сегмент V). Края тела с мелкими зазубринами. На поверхности спинной стороны тела имеются крупные сенсорные сосочки, организованные в три пары рядов, а также множество более мелких сосочков. Брюшная сторона тела гладкая, покрытая только маленькими и плоскими сосочками.
Окраска тела зеленовато-бежевая, хроматофоры располагаются неравномерно, образуя около 36 продольных полос в наиболее широкой части тела. Брюшная сторона тела светлая.
Тело сегментированное. Сегменты I и II прирастают к простомиуму. Сегменты III и XXVI—XXVII состоят из 1 кольца, сегменты IV и XXV — из двух колец, сегменты VI—XXIV — из трёх колец.
На переднем конце тела имеется три пары глаз, глаза передней пары (сегмент IV) имеют самые маленькие пигментные бокалы и сближены вплоть до слияния. Глаза второй и третьей (сегмент V) пар разделены бо́льшим расстоянием, притом с каждой стороны сливаются глаз второй и глаз третьей пары, так что суммарно обычно различимы только 3 глазных пятна.
Сегменты VIII—XIII занимает длинный и тонкий мускулистый хоботок, его ширина одинакова на всём протяжении. Пищевод дорзовентрально уплощённый,S-образный при втягивании хоботка. Желудок с 7 парами карманов (отростков), передние 6 пар из которых простые, мешковидные, последняя же пара удлинённая и образует лопасти. Кишечник с 4 парами коротких неветвистых карманов.
Нефридиопоры располагаются на сегментах VIII—X и XIV—XXIV, всего их 14 пар.
Гермафродиты. Имеются семенной и яйцевой мешки. Мужское и женское половые отверстия (гонопоры) разделены 2 кольцами (мужская гонопора расположена между сегментами XI и XII, женская — на XII сегменте). Семенных мешков 6 пар.

## Распространение
Известна по находкам из Эфиопии, Того, Конго, ДРК, Кении, Намибии, ЮАР.

## Таксономия
Молекулярные данные отсутствуют. На основании морфологических и зоогеографических соображений, сближается с такими видами, как Alboglossiphonia afroalpina, Alboglossiphonia annandalei, Alboglossiphonia buniana, Alboglossiphonia iberica, Alboglossiphonia levis, Alboglossiphonia macrorhyncha, Alboglossiphonia namaquaensis и Alboglossiphonia polypompholyx.